# Eskilstunaån
Der Eskilstunaån ist ein 32 km langer schwedischer Fluss in Södermanland. Er verbindet mit dem Hjälmaren und dem Mälaren den viert- und den drittgrößten See des Landes und hat seinen Namen von der Stadt Eskilstuna.
Der Ausfluss aus dem Hjälmaren liegt bei 22 m ö.h., während der Mälaren an der Mündung eine Höhe von 0,7 m aufweist. Das Einzugsgebiet umfasst 4183 km². Der Eskilstunaån ist der größte Zufluss des Mälarsees, seine mittlere Wassermenge am Ausfluss beträgt 24 m³/s.
Das Teilstück durch die Stadt Torshälla heißt auch Torshällaån, dasjenige vor der Mündung Hyndevadsström.
Der Eskilstunaån hatte historisch eine große Bedeutung für die wirtschaftliche Entwicklung der Landschaft Rekarne. Die mittelalterliche Stadt Torshälla und die Industriestadt Eskilstuna wurden beide am Eskilstunaån gegründet.  Der Fluss wurde schon im 17. Jahrhundert kanalisiert, aber der Kanal war schon einige Jahrzehnte später unbrauchbar.  Der heutige Eskilstuna och Torshälla kanal stammt aus dem 19. Jahrhundert.  Heutzutage ist der Fluss und Kanal nur teilweise mit kleinen Touristenbooten fahrbar, wegen der vielen unbeweglichen Brücken, die seit den 1950er Jahren gebaut wurden.